# Wilber Sánchez
Wilber Sánchez est un lutteur cubain spécialiste de la lutte gréco-romaine né le 21 décembre 1968 à Santiago de Cuba.

## Biographie
Wilber Sánchez participe aux Jeux olympiques d'été de 1992 à Barcelone dans la catégorie des poids super-mouches et remporte la médaille de bronze.